# Quedius japonicus
Quedius japonicus (лат.) — вид коротконадкрылых жуков рода Quedius из подсемейства Staphylininae (Staphylinidae). Япония. Россия: Дальний Восток.

## Описание
Мелкие жуки с укороченными надкрыльями и удлиненным телом, длина менее 1 см (от 4,9 до 6,0 мм). 
От близких видов (Quedius cinctus, Quedius fusus, Quedius minor, Quedius kamchaticus) отличается полностью красными надкрыльями (иногда затемнёнными по швам). Медианная доля эдеагуса (дорзально и вентрально) отчётливо двулопастная у вершины. Формула лапок 5-5-5. Голова округлая, более узкая, чем переднеспинка. Передняя часть тела (голова и пронотум) блестящая. 
Вид был впервые описан в 1874 году. Включён в состав подрода Distichalius Casey, 1915 по признаку редкой пунктировки надкрылий (расстояние между точками больше их диаметра).